# Титов, Евгений Владимирович (гандболист)
Евге́ний Влади́мирович Тито́в (род. 31 марта 1983 года) — российский гандболист, вратарь. Мастер спорта международного класса. Начал заниматься гандболом в 1997 году в городе Протвино. Вызывался в сборную России по гандболу.

## Достижения
- Чемпион мира среди молодёжи 2001 (Швейцария)[3]
- Чемпион Европы среди юношей 2001 (Люксембург)
- Чемпион России 2005—2009 годов
- Обладатель Кубка обладателей кубков Европейских стран 2006
- Чемпион мира среди студентов 2008 года